# Serra de la Vall de Llimiana
La Serra de la Vall de Llimiana és una serra del municipi de Llimiana, que en la part central fa de límit entre aquest municipi i el de Gavet de la Conca, a l'antic terme d'Aransís, i acaba, en el seu extrem de llevant, dins del terme de Gavet de la Conca.
La serra s'inicia a llevant mateix del poble de Llimiana, i puja sempre en direcció a llevant, en direcció a la Serra dels Obacs. En el darrer tram s'anomena Serra de Collet.